# لاسلو سوتش
لاسلو سوتش (بالألمانية: László Szűcs)‏ هو لاعب كرة قدم ألماني في مركز الدفاع، ولد في 14 مارس 1991 في بودابست في المجر. لعب مع نادي فاساس ويان ريغينسبورغ.

## وصلات خارجية
- لاسلو سوتش على موقع قاعدة بيانات كرة القدم.إي يو (الإنجليزية)
- لاسلو سوتش على موقع بيانات كرة القدم. دي إي (الألمانية)
- لاسلو سوتش على موقع Soccerway.com (الإنجليزية)
- لاسلو سوتش على موقع عالم كرة القدم.نت (الإنجليزية)